# Dendrophthora gracilipes
Dendrophthora gracilipes är en sandelträdsväxtart som beskrevs av J. Kuijt. Dendrophthora gracilipes ingår i släktet Dendrophthora och familjen sandelträdsväxter. Inga underarter finns listade i Catalogue of Life.